# Uhryń
Uhryń (j. łemkowski Угрин) – wieś w Polsce położona w województwie małopolskim, w powiecie nowosądeckim, w gminie Łabowa.
W latach 1975–1998 miejscowość administracyjnie należała do województwa nowosądeckiego.
Nazwa wsi – podobnie jak w przypadku miejscowości Uherce i Uhrynowce (obecnie Zboiska) – wskazuje na etymologię węgierską i jej związek z nazwą historycznego regionu Węgier. W języku słowackim oraz czeskim Uhorsko.

## Demografia
Ludność według spisów powszechnych, w 2009 wg PESEL.
| Rok    | 1900 | 1921 | 1931 | 2002 |
| Liczba | 76   | 78   | 77   | 16   |

| Zwierzęta | Konie | Bydło | Owce | Świnie |
| Liczba    | 15    | 350   | 246  | 52     |